# Понизник, Сергей Степанович
Сергей Степанович Понизник (бел. Сяргей Сцяпанавіч Панізнік; родился 10 мая 1942 года) — белорусский советский поэт, журналист, переводчик. Член Союза писателей СССР (1967). Муж белорусской поэтессы Евгении Янищиц.

## Биография
Родился в крестьянской семье в деревне Бобышки в Миорском районе Витебской области Белорусской ССР.
Окончил Могилёвское медицинское училище (1962), журналистский факультет Львовского высшего военно-политического училища (1967).
С 1967 года — военный журналист. Находясь на службе в Советской Армии в сентябре 1969 года был направлен в Чехословакию. В 1971 году женился на белорусской поэтессе Евгении Янищиц, которая переехала к его месту службы, однако уже в 1972 году поэтесса вернулась в Белоруссию, где родила сына. В 1976 году брак был расторгнут официально, в связи с чем в октябре 1976 года был исключен из рядов КПСС.
С 1977 года работал в газете «Вячэрні Мінск», с 1980 года — редактор на Гостелерадио БССР, в 1982—1996 годах — в издательстве «Юнацтва», одновременно в 1992—1994 годах — в Национальном научно-просветительском центре имени Ф. Скорины, в 1996—1999 годах — ученый секретарь Литературного музея Я. Купалы.
Создал два этнографических музея — в Верхнедвинском и Миорском районах Витебской области..

## Литературное творчество
Начал публиковаться с 1959 года.
- «Кастры Купалля» (1967)
- «Палявая пошта» (1972)
- «Крона надзеі» (1975)
- «Чало і век» (1979)
- «Слова на дабрыдзень» (1982)
- «Мацярык» (1984)
- «Стырно» (1989)
- «А пісар земскі...» (1994)
- «Сустрэча роднасных сусветаў» (1997)

### Книги для детей
- «Адкуль вясёлка п’е ваду» (1981)
- «Жыцень» (1986)
- «Мы — грамацеі» (1989)
- «Золкая зёлка» (1999)

### Публицистика
- «Пасля вогненных вёсак...» (1980)
- «Браніслава» (1985)
- «Освейская трагедия» (1990)

Вышла книга переводов С. Панизника поэзии народов мира на белорусский язык «Сустрэча роднасных сусветаў» (1997).

## Награды
- Награждён латвийским орденом Трёх Звёзд и белорусской медалью Франциска Скорины (1991).
- Медаль «100 лет БНР» (2018, Рада Белорусской народной республики)[2].
- Почётная грамота Президиума Верховного Совета Республики Беларусь (1 апреля 1996) — за большой личный вклад в развитие и расширение контактов между общественностью Беларуси и мировым сообществом[3].